# Chiesa di Santo Stefano Protomartire (Piano d'Arta)
La chiesa di Santo Stefano Protomartire è la parrocchiale di Piano d'Arta, frazione di Arta Terme, in provincia e arcidiocesi di Udine; fa parte della forania della Montagna

## Storia
La prima citazione di una chiesa a Piano d'Arta risale al 1237. Questa chiesetta fu sostituita da un'altra nel XVI secolo. Nel 1624 fu costruita la sacrestia.
Distrutta dal terremoto del 28 luglio 1700, la chiesa venne riedificata e inaugurata nel 1724. 
Tra il 1760 e il 1785 fu costruita in due fasi l'attuale parrocchiale: dal 1760 al 1782 vennero riedificati il coro e la sacrestia e, tra il 1783 e il 1785, fu costruita l'aula, di forma ottagonale. 
La nuova parrocchiale fu consacrata nel 1794.

## Interno
Opere di rilievo situate all'interno della chiesa sono il fonte battesimale, opera seicentesca di Giovanni Vincenzo Comuzzo, vari affreschi settecenteschi di Giovanni Battista Tosolini e l'altare maggiore, costruito nel 1777 da Giuseppe Mattiussi, con statue di Giovanni Contiero.
Importante è anche l'altare della Beata Vergine del Rosario, proveniente dalla chiesa di Santa Chiara di Gemona del Friuli, soppressa nel XIX secolo, con un bassorilievo raffigurante l'Ultima Cena e con due statue ai lati.